# Paolo Canazza Ronzan
Paolo Canazza Ronzan (Vicenza, 6 novembre 1913 – ...) è stato un calciatore italiano, di ruolo difensore.

## Carriera
Inizia la carriera nel Vicenza, squadra della sua città natale, con cui esordisce il 7 maggio 1933 in una partita persa per 3-0 sul campo del Rovigo, in Prima Divisione; rimane nella squadra berica anche l'anno seguente, nel quale gioca 17 partite.
La stagioni 1934-35 e 1935-36 le gioca in Prima Divisione a Mantova nel ruolo di centromediano.
Nella stagione 1936-1937 ha giocato in Serie C con la Salernitana, mentre l'anno seguente milita nel Venezia, in Serie B.
Nella stagione 1938-1939 ha giocato 30 partite in Serie B nella Salernitana; rimane in serie cadetta anche l'anno seguente, nel quale disputa 26 partite con il Vigevano. Torna poi alla Salernitana, dove gioca per un'altra stagione in Serie C. Nella stagione 1941-1942 ha giocato in prestito alla G.S. Baratta Battipaglia in Serie C. Ha chiuso la carriera nel 1947, dopo due stagioni con la maglia del Vigevano (la seconda delle quali in Serie B).